# Eragrostiella leioptera
Eragrostiella leioptera är en gräsart som först beskrevs av Otto Stapf, och fick sitt nu gällande namn av Norman Loftus Bor. Eragrostiella leioptera ingår i släktet Eragrostiella och familjen gräs.
Artens utbredningsområde är Assam (Indien). Inga underarter finns listade i Catalogue of Life.